# Primera dama de Turquía
La Primera dama de Turquía (en turco: Türkiye Cumhurbaşkanı'nın eşi) es la esposa del Presidente de Turquía.
| #  | Nombre          | Cónyuge               | De   | A        |
| -- | --------------- | --------------------- | ---- | -------- |
| 1  | Latife Uşşaki   | Mustafa Kemal Atatürk | 1923 | 1925     |
| 2  | Mevhibe İnönü   | İsmet İnönü           | 1938 | 1950     |
| 3  | Reşide Bayar    | Celal Bayar           | 1950 | 1960     |
| 4  | Melahat Gürsel  | Cemal Gürsel          | 1960 | 1966     |
| 5  | Enıfet Sunay    | Cevdet Sunay          | 1966 | 1973     |
| 6  | Emel Korutürk   | Fahri Korutürk        | 1973 | 1980     |
| 7  | Sekine Evren    | Kenan Evren           | 1980 | 1982     |
| 8  | Semra Özal      | Turgut Özal           | 1989 | 1993     |
| 9  | Nazmiye Demirel | Süleyman Demirel      | 1993 | 2000     |
| 10 | Semra Sezer     | Ahmet Necdet Sezer    | 2000 | 2007     |
| 11 | Hayrünnisa Gül  | Abdullah Gül          | 2007 | 2014     |
| 12 | Emine Erdoğan   | Recep Tayyip Erdoğan  | 2014 | Presente |